# Gunderico
Gunderico (Germania, 379-Hispalis, Hispania, 428), rey de los vándalos (407-428) y de los alanos (419-428). Hijo de Godegisilio, rey de los vándalos asdingos, y de su esposa Flora. 

## Biografía
Sucedió a su padre, muerto en el año 406 en una batalla contra los francos ripuarios, que defendían, como foederati del Imperio romano, la frontera del río Rin en los límites de Germania y la Galia.
Junto a sus aliados suevos y la caballería pesada proporcionada por varios clanes alanos, Gunderico derrotó a una fuerza de 3000 francos y logró así forzar el paso a la Galia, donde saqueó, entre otras, ciudades como Mogontiacum (Maguncia) o Amiens. No obstante, ante la presión de los bagaudas y de las tropas del usurpador Constantino III, se vio empujado hacia el sur y cruzó los Pirineos en octubre del año 409.
En Hispania, los vándalos dejaron una estela de violencia, destrucción y crueldad tales, que su nombre ha quedado en el castellano asociado al término vandalismo. Según Hidacio, las matanzas tras los saqueos de aldeas y ciudades incluían a todas las mujeres y niños que capturaban y provocaron la aparición de pestes y enfermedades infecciosas asociadas a los miles de cadáveres insepultos que dejaban por doquier. Habla incluso de que las fieras se acostumbraron tanto a la carne humana que luego atacaban también a los vivos.
Dos años después, en 411, un acuerdo entre los invasores estableció a los vándalos asdingos en la Gallaecia Asturiacensis, a los suevos en Lugo y Braga, a los alanos en Lusitania y la Cartaginense, y a los vándalos silingos en la Bética. Esta situación, sin embargo, duró poco, debido a la intervención de los visigodos que, dirigidos por Walia y en calidad de foederati de Roma, recuperaron para el Imperio gran parte de Hispania. 
El año 417 Walia penetró en la Cartaginense y derrotó a los vándalos silingos en la Bética además de capturar a su rey Fredebaldo. En 418 llegó el turno para los alanos, cuyo rey Atax murió a manos de los visigodos. Como consecuencia de todo ello, Gunderico acabó asumiendo en 419 el título de Rex Wandalorum Et Alanorum («rey de vándalos y alanos») e instaló a su pueblo en la Gallaecia como foederati.
En 422, Gunderico derrotó a un ejército romano que, al mando de Flavio Castino, pretendía recuperar la Bética. Cartagena fue devastada y numerosos puertos del Mediterráneo cayeron en poder de los vándalos, que desarrollaron una flota con la que realizaron incursiones en las Baleares y el norte de África. En 426 lograron tomar Hispalis (Sevilla), donde Gunderico murió dos años después en oscuras circunstancias y fue sucedido por su hermano ilegítimo Genserico.
Según Hidacio la muerte de Gunderico fue un castigo divino por profanar la basílica de San Vicente, principal iglesia de Sevilla en aquel momento. Su esposa e hijos fueron asesinados unos años después en Numidia por orden de Genserico, el nuevo rey de los vándalos.